# Taxi-Kitty
Taxi-Kitty ist eine Filmkomödie und ein Musikfilm des Regisseurs Kurt Hoffmann aus dem Jahr 1950. Die Literaturverfilmung basiert auf einer Idee des Schriftstellers Hermann Droop. In der Hauptrolle verkörpert Hannelore Schroth die erfolglose Musikerin Kitty, die als Quereinsteigerin in der Personenbeförderung eine erfolgreiche Anstellung findet.

## Handlung
Der Film spielt in Hamburg. Die junge Kitty, deren Varieté-Talent in ihrer Branche weitgehend unbeachtet bleibt, ist entsprechend ohne Anstellung. Da trifft sie einen Taxifahrer, der dafür sorgt, dass sie in der Kantine der Taxifahrer aushelfen kann. Dort gewinnt sie auch bald die Herzen der Chauffeure für sich und studiert nebenbei neue Gesangsnummern ein.
Als sie in einer Varieté-Vorstellung einen kleinen Auftritt hat, gewinnt sie die besondere Beachtung des Agenten einer Künstleragentur, die Kitty zuvor bereits abgewiesen hatte. Nun wird ihr von dem Agenten allerdings eine Anstellung angeboten, die Kitty jedoch ablehnt. Sie möchte stattdessen lieber in der Taxibranche bleiben und einen von den Fahrern heiraten. Ihr alleiniger Wunsch ist, mit dem von ihr auserwählten mit einer großen Taxi-Kolonne zum Standesamt begleitet zu werden.

## Produktionsnotizen
Die Dreharbeiten fanden von Ende September bis Mitte November 1950 im Atelier Bendestorf statt. Die Außenaufnahmen entstanden in Hamburg und Umgebung.  Waltraud Saloga war die Standfotografin, Franz Schroedter war für die Filmbauten zuständig. Werner Schlagge war für den Ton verantwortlich. Die Liedtexte entstammen der Feder von Willy Dehmel.

## Erscheinungstermine
Taxi-Kitty wurde am 28. Dezember 1950 in Hamburg (Mundsburg) uraufgeführt. In Österreich kam der Film am 27. Juli 1951 in die Kinos.

## Kritiken
Das Lexikon des internationalen Films bescheinigte dem Film ein behäbiges, gutmütiges musikalisches Lustspiel zu sein, das vergleichsweise einfallsreich aufbereitet, geschickt pointiert und gut gespielt ist.